# Крейг, Розали
Розали Крейг (англ. Rosalie Craig, род. 30 мая 1981 года, Ноттингем, Великобритания) — британская актриса театра, кино и телевидения, двукратная обладательница премии газеты Evening Standard, двукратный номинант на Премию Лоренса Оливье. Особую известность Крейг принесли работы в музыкальном театре.

## Театр
Розали Крейг дебютировала на профессиональной сцене в 2001 году в спектакле «Алиса в стране чудес» Королевской Шекспировской компании (адаптация Эдриана Митчелла). После нескольких лет игры в региональных театрах и на малых площадках Лондона прорывом на столичной сцене для актрисы стала роль Арвен в мюзикле «Властелин колец» в Королевском театре Друри-лейн в 2007 году. В 2010 году играла в восстановленном мюзикле Эндрю Ллойда Уэббера «Аспекты любви» в постановке Тревора Нанна. В 2011 году появилась в новом мюзикле Королевского национального театра «Лондон-роуд».
В 2013 году сыграла главную роль принцессы Алтеи в мюзикле «Невесомая принцесса», автором которого выступила певица Тори Эймос. За своё исполнению Крейг получила премию газеты Evening Standard, а также номинацию на Премию Лоренса Оливье и премию портала Whatsonstage. Также в 2013 году исполнила роль Леди Макдуф в постановке «Макбета» Кеннета Браны. В 2014 году исполнила одну из главных женских ролей в восстановленной постановке «Города ангелов» в театре Donmar Warehouse. В 2015 году принимала участие в концертной версии мюзикла «Суини Тодд: Демон-парикмахер с Флит-стрит», осуществленной Английской национальной оперой в театре Колизей, в роли Нищенки, а также в спектакле «Голосование» в Donmar Warehouse.
На сцене Королевского национального театра в 2015 году Розали Крейг исполнила роль Розалины в постановке пьесы Шекспира «Как вам это понравится», в 2016 году — роль Полли Пичем в постановке «Трёхгрошовой оперы». В 2018 году актриса вышла на замену в роли Кейтлин Карни в пьесе Джеза Баттеруорта «Паромщик», которую играла в театре Гилгуд до окончания показа в мае. А с сентября 2018 года в этом же театре блистательно исполнила главную роль Бобби в восстановленной постановке мюзикла «Компания». В оригинале главную партию исполняет мужчина, но режиссёр Мэриенн Эллиотт задумала сделать смену пола для главного героя с прицелом на то, что главную роль сыграет именно Розали Крейг. Актриса получила восторженные отзывы о своем исполнении, свою вторую премию газеты Evening Standard и номинацию на Премию Лоренса Оливье. В 2020 году Крейг должна была появиться в повторном показе «Города ангелов», который был отменён из-за пандемии Covid-19.

## Личная жизнь
Розали Крейг замужем за британским театральным актёром Хэдли Фрейзером, с которым познакомилась во время участия в постановке «Рождественского гимна» в 2008 году Бирмингемском репертуарном театре. В 2016 году у пары родилась дочь Элви.